# Les Verrières
Les Verrières sont une commune suisse du canton de Neuchâtel, située dans la région Val-de-Travers.

## Géographie
Les Verrières s'étendent sur 28,68 km2. 3 % de cette superficie correspond à des surfaces d'habitat ou d'infrastructure, 46 % à des surfaces agricoles, 51 % à des surfaces boisées et 0,4 % à des surfaces improductives.
Plusieurs quartiers forment le village : (d'est en ouest) Le Crêt, le Grand-Bourgeau, la Croix-Blanche et Meudon. Au Nord, se trouve le hameau des Cernets et au Sud, le Mont-des-Verrières. La commune est traversée de part et d'autre par la route principale 10 (Lucerne - Emmenbrücke - Wolhusen - Langnau - Berne - Chiètres - Neuchâtel - Couvet - Boveresse - Fleurier - Les Verrières - Pontarlier). La ligne de chemin de fer du Franco-Suisse, reliant Paris à Berne passe par la gare des Verrières.
La commune est située à la frontière française et possède une commune homonyme limitrophe en France, Verrières-de-Joux.
| Les Alliés ( France)        | Les Alliés ( France) | Val-de-Travers |
| Verrières-de-Joux ( France) | Verrières            | Val-de-Travers |
| Verrières-de-Joux ( France) | La Côte-aux-Fées     | Val-de-Travers |

Les Verrières sont la première localité suisse traversée par la Route de l'absinthe, itinéraire culturel et touristique reliant Pontarlier à Noiraigue dans le Val-de-Travers.

## Histoire
C'est vers 1300, que les premiers habitants s’installent avec le défrichement de la forêt.
En 1476, l'avant-garde du Duc de Bourgogne arrive jusqu'à la Tour Bayard (actuellement le Haut de la Tour) et doit rebrousser chemin avant d'incendier une partie des Verrières.
En 1776, Mirabeau s'y cacha avec son amante Sophie de Monnier.
C'est aux Verrières que fut signée la  convention du même nom, le 1er février 1871, lors de l'internement de l'armée du général  Bourbaki.

## Lieux et monuments
- Temple excentré du village XVIe siècle, origines XIIIe siècle.
- Chapelle Saint Nicolas de Flüe.

## Démographie
Les Verrières comptent 652 habitants fin 2022. Sa densité de population atteint 23 hab./km2.
Le graphique suivant résume l'évolution de la population de Les Verrières entre 1850 et 2008 :

## Blason

### Utilisation du blason
Le blason des Verrières a été posé sur la locomotive Ae 6/6 11476 des CFF.